# Народна библиотека Берковићи
Народна библиотека Берковићи је јавна и централна библиотека општине Берковићи. Библиотека врши стручни надзор и организује рад у библиотекама Основне школе и Средње школе. Библиотека данас располаже са око 26,000 библиотечких јединица. Књижни фонд је богат и разноврстан.

## Историјат
Јавна установа "Народна библиотека Берковићи" основана је 15. јула 2002. године, а свечано отворена 14. децембра 2002. године. Првог јануара 2003. године званично је почела је са радом. Библиотека се налази у центру Берковића и аузима простор од 130 м2. Први директор ове установе била је госпођа Радмила Шиник. На њену иницијативу као и на иницијативу општине, покренуте су бројне акције и молбе за прикупљање књижног фонда. На ове активности одазвали су се људи добре воље и несебично пружили помоћ. На тај начин прикупљен је знатан дио књижног фонда. Библиотека је 2004. године прикључена на Интернет. Јака зима 2005. године Која је захватила ову општину, уништила је и кровну конструкцију библиотеке. Наредне године, реализован је пројекат, којим је извршена реконструкција зграде. Том приликом библиотека је добила читаоницу и љетну читаоницу. Цјелокупни фонд је средјен по УДК систему и налази се у слободном приступу. Библиотека посједује електронски каталог који је у изради. Организује књижевне вечери, промоције, предавања и друге културне садржаје. Члан је Друштва библиотекара Републике Српске. За успјешно пословање добила је признање од Општине и од Народне и универзитетске библиотеке Републике Српске.